# Domaszowice (gemeente)
De gemeente Domaszowice is een landgemeente in het Poolse woiwodschap Opole, in powiat Namysłowski.
De zetel van de gemeente is in Domaszowice.
Op 30 juni 2004 telde de gemeente 3812 inwoners.

## Oppervlakte gegevens
In 2002 bedroeg de totale oppervlakte van gemeente Domaszowice 113,86 km², waarvan:
- agrarisch gebied: 62%
- bossen: 29%

De gemeente beslaat 15,23% van de totale oppervlakte van de powiat.

## Demografie
Stand op 30 juni 2004:
| Omschrijving                   | Totaal | Totaal | Vrouwen | Vrouwen | Mannen | Mannen |
| ------------------------------ | ------ | ------ | ------- | ------- | ------ | ------ |
| eenheid                        | aantal | %      | aantal  | %       | aantal | %      |
| inwoners                       | 3812   | 100    | 1934    | 50,7    | 1878   | 49,3   |
| bevolkingsdichtheid (inw./km²) | 33,5   | 33,5   | 17      | 17      | 16,5   | 16,5   |

In 2002 bedroeg het gemiddelde inkomen per inwoner 1296,67 zł.

## Administratieve plaatsen (sołectwo)
| - Domaszowice (Noldau) - Dziedzice (Dziedzitz, 1939–1945: Erbenfeld) - Gręboszów (Grambschütz) - Nowa Wieś (Neudorf) - Polkowskie (Polkowitz, 1937–1945: Ordenstal) - Siemysłów (Steinersdorf) | - Strzelce (Strehlitz) - Wielołęka (Bachowitz, 1939–1945: Bachwitz) - Włochy (Wallendorf) - Woskowice Górne (Hennersdorf) - Zofijówka |

## Aangrenzende gemeenten
Namysłów, Pokój, Rychtal, Świerczów, Wołczyn